# 李泳禧
李泳禧（リ・ヨンヒ、1929年12月2日 - 2010年12月5日）は、朝鮮平安北道生まれの社会評論家、ジャーナリスト。漢陽大学校名誉教授。

## 人物
大学卒業後の1957年、韓国合同通信（後の聯合ニュース）に外信部記者として勤務する。ベトナム戦争への韓国軍派兵を批判する記事を書いたことで朝鮮日報から追放され、軍事政権を批判する運動に参加したことにより、1971年に合同通信を解職。
その後、漢陽大学校に招かれて教壇に立つも、朴正煕政権から度々弾圧を受け76年と80年の二度にわたり教授職を解職される。
1988年、新しい言論を唱えたハンギョレ新聞創刊時には理事および論説顧問に就任。ハンギョレ新聞による北朝鮮訪問取材を企画した1989年には国家保安法違反の罪で起訴され、懲役1年6月を受けて服役した。 
晩年には金大中政権を継承する盧武鉉政権の樹立に奔走した。2000年に脳出血で倒れ、右半身に麻痺が残った後も時代を憂いた活動は止むことがなかった。
死後、遺体は光州事件の犠牲者を弔う「5･18民衆墓地」に埋葬された。 

### 運動圏の父
1970年代、80年代韓国民主化運動において、活発な言論活動や聖域を破る執筆活動から「運動圏の父」と尊称され、いまもって韓国における知識人・ジャーナリストの筆頭に挙げられている。
とりわけ、軍事政権下で言論・報道に厳しい監視を敷いていた韓国社会では知識人ですら諸外国の情報から遮断されていた。そのため、諸外国の事情に通じていた李泳禧のジャーナリストとしての活動は軍事独裁体制下の民主化運動勢力の理論的支えとなる一方、政権側にとっては大きな脅威であった。生涯に三度投獄されたが、獄中で看守についていた青年も羨望の眼差しで李泳禧に握手を求めてきたという。常に軍事政権から命を狙われる立場にあったが、諸外国に多くの友人知人を持ち、国内においても余りに著名であったため、暗殺を免れたといわれている。
李泳禧は、自らの言論人としての行動を自著のなかで「偶像に挑戦する理性の行為」と定義していた。

## 来歴
- 1929年 - 朝鮮平安北道（現在の朝鮮）雲山郡に生まれる。
- 1950年 - 国立海洋大学校卒業、慶尚北道安東市で英語教師として勤務
- 1951年 - 朝鮮戦争に通訳士官（英語版）として従軍
- 1957年 - 除隊、合同通信外信部記者として国内外で勤務
- 1964年 - 朝鮮日報外信部長
- 1972年 - 漢陽大学校文理科学部教授、同中国問題研究所教授
- 1976年 - 朴正煕政権下で反共法違反容疑により解職
- 1978年 - 反共法違反の罪で服役
- 1980年 - 復職するが、再び全斗煥政権により解職。84年復職
- 1985年 - 東京大学社会科学研究所、西ドイツハイデルベルク社会科学研究所研究員
- 1987年 - カリフォルニア大学バークレー校准教授
- 1995年 - 漢陽大学校定年退職、東国大学校言論情報大学院教授に就任
- 2000年 - 漢陽大学校大学院情報学教授（同名誉教授）
- 2006年 - 韓国で『李泳禧著作集』（全12巻）を上梓し、断筆宣言。
- 2007年 - ハンギョレ統一文化賞受賞
- 2010年 - 12月5日、肝不全によりソウル市内の病院にて死去。81歳。

## 主な著書

### 日本語訳
- 『分断民族の苦悩』（御茶の水書房）
- 『朝鮮半島の新ミレニアム』（社会評論社）

## その他
- 2002年大統領選挙では早くから盧武鉉支持を表明し、当選後も非公式ながら盧大統領のシンクタンクをつとめ、政権への影響力を示した。